# Gustav von Fabeck
Gustav August Theodor Robert von Fabeck (né le 23 octobre 1813 à Ortelsburg et mort le 10 novembre 1889 à Potsdam) est un lieutenant général prussien.

## Biographie

### Origine
Il est le fils du futur lieutenant-général prussien Carl von Fabeck (de) (1788-1870) et de sa première épouse Amélie Ottilie Charlotte, veuve von Knobloch, née von Massenbach (1786-1832)

### Carrière militaire
Fabeck étudie aux maisons des cadets de Potsdam et de Berlin. Il est ensuite nommé sous-lieutenant le 11 août 1831 dans le 1re régiment à pied de la Gardes de l'armée prussienne. Ici, il devient capitaine et commandant de compagnie en mai 1849. Nommé chef de la compagnie du Corps le 15 septembre 1854, Fabeck est promu major le 30 décembre 1856 et du 3 janvier au 10 août 1857 il dirige le 2e bataillon. Cela est suivi d'un passage en tant que deuxième commandant du 2e bataillon du 2e régiment de Landwehr de la Garde à Magdebourg. Le 17 février 1859, Fabeck est nommé commandant du 5e bataillon de chasseurs à pied (de) à Görlitz. Il est ensuite commandant du bataillon de tirailleurs de la Garde (de) du 20 septembre 1861 au 9 février 1863, est promu lieutenant-colonel à ce poste le 18 octobre 1861 et reçoit ensuite le commandement du 34e régiment de fusiliers stationné à Rastatt . 34 . Après avoir été promu colonel, il est transféré à Berlin le 9 janvier 1864 en tant que commandant du 2e régiment de grenadiers de la Garde. Fabeck dirige ce régiment pendant la guerre austro-prussienne en 1866 dans les batailles d'Alt-Rognitz (de), Trautenau, Rudersdorf et Sadowa. Pour ses réalisations, après la paix de Prague du 20 septembre 1866, il reçoit l'Ordre de la Couronne de 3e classe avec épées.
Le 30 octobre 1866, Fabeck est nommé commandant de la 37e brigade d'infanterie à Oldenbourg. Avec son brevet daté de ce jour, il est promu major général le 31 décembre 1866. Le 23 janvier 1870, le roi Guillaume Ier lui décerne l'ordre de l'Aigle rouge de 2e classe avec feuilles de chêne pour ses réalisations en matière de commandement de troupes.
Lors de la mobilisation pour la guerre contre la France, Fabeck ne reçoit pas le commandement du front, mais est nommé commandant suppléant de la 37e brigade d'infanterie. De plus, il sert également comme commandant d'Orléans du 20 janvier au 3 avril 1871. Le 6 juin 1871, Fabeck obtient finalement le statut de lieutenant général avec pension.

### Famille
Fabeck se marie avec Isidore Wilke (1824-1898) à Dresde le 22 mai 1852. Le mariage reste sans enfant.